# Школа (лист)
Школа (лист) је један од првих часописа из области педагогије у Србији који је излазио у Београду у периоду 1868-1876. година. Уредник и издавач био је Милан Ђ. Милићевић, српски књижевник, педагог, публициста и академик.

## Историјат
Милан Ђ. Милићевић био је скоро 50 година државни службеник, између осталог и у Министарству просвете и иностраних дела, тако да је битан аспект његовог рада била педагогија. У складу са тим покренуо је лист Школа чији је први број изашао 1. септембра 1868. године, а излажење је прекинуто због српско-турског рата 1876. године.

## Периодичност излажења
Три броја месечно.

## Галерија
- Број школа, учитеља и ученика у Србији за школску 1869. годину, год. II, број 26 (1869)
- Рубрика Моралне навике, год. III, број 24 (1870)
- Рубрика Разговор о науци, год. III, број 25 (1870)